# 蓋斯弗盧山 (埃德曼斯托夫)
47°18′47″N 7°34′46″E / 47.313083°N 7.579538°E
蓋斯弗盧山（Geissflue），是瑞士的山峰，位於該國北部，由索洛圖恩州負責管轄，屬於汝拉山的一部分，處於埃德曼斯托夫，距離巴爾斯塔爾9公里，海拔高度1,102米。